# NASCAR Whelen Modified Tour

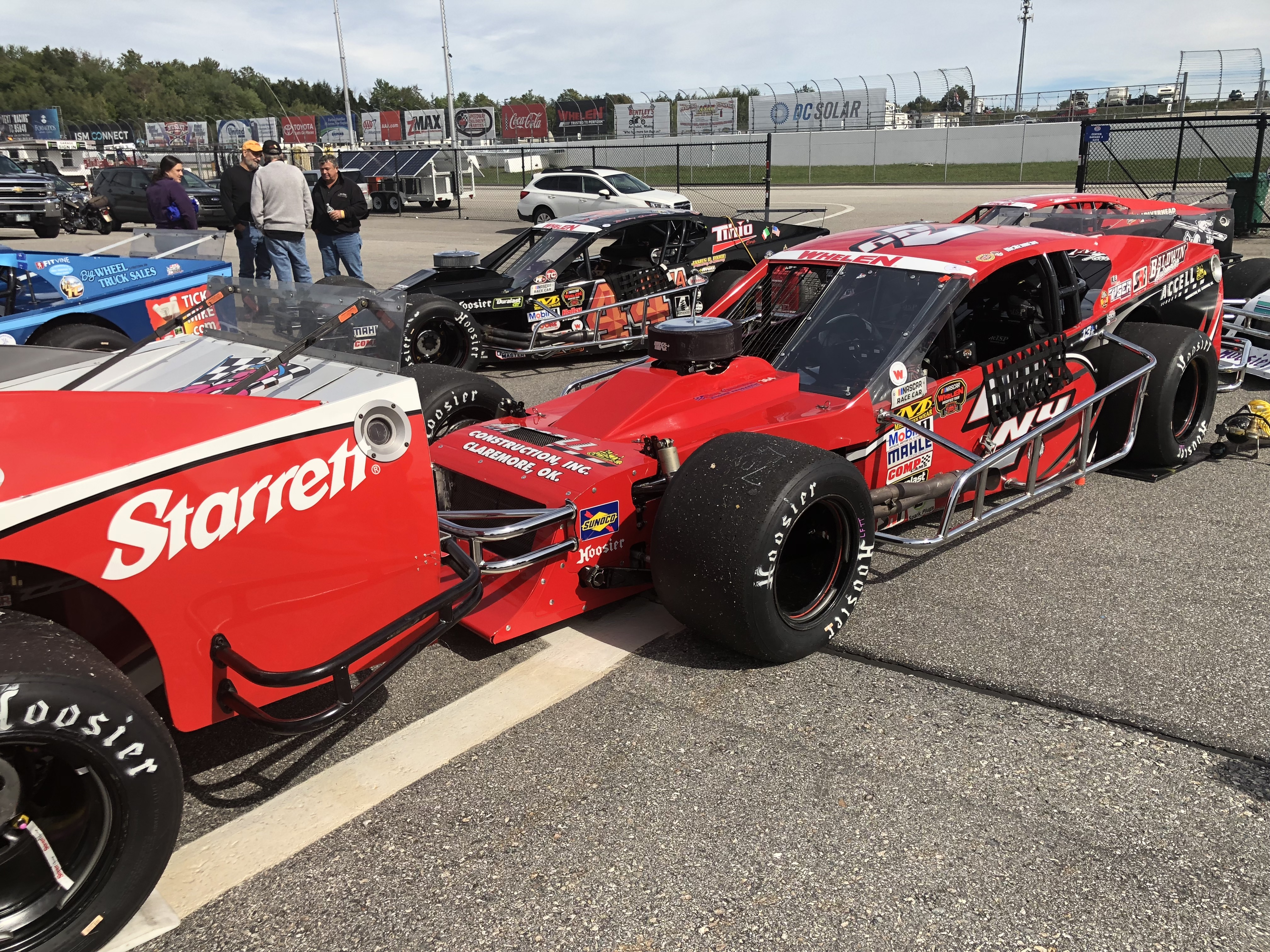
NASCAR Whelen Modified Tour de 2018.

La NASCAR Whelen Modified Tour es una extensión de NASCAR en el cual participan autos tipo buggy todoterreno normalmente en circuitos o pistas de tierra como es el caso de Sonoma o Eldora.
En dicha competición participan más de 30 autos. También se incluyó como modo de juego en NASCAR 09 de EA Sports.
Los eventos de NASCAR Whelen Modified Tour se llevan a cabo principalmente en el noreste de los Estados Unidos, pero los tours de 2007 y 2008 se expandieron al medio oeste con la adición de una carrera en Mansfield, Ohio. La gira se lleva a cabo principalmente en pistas pavimentadas ovaladas, pero el NASCAR Whelen Modified Tour también se ha realizado en óvalos más grandes y en recorridos por carreteras.